# مكتبة جامعة طوكيو

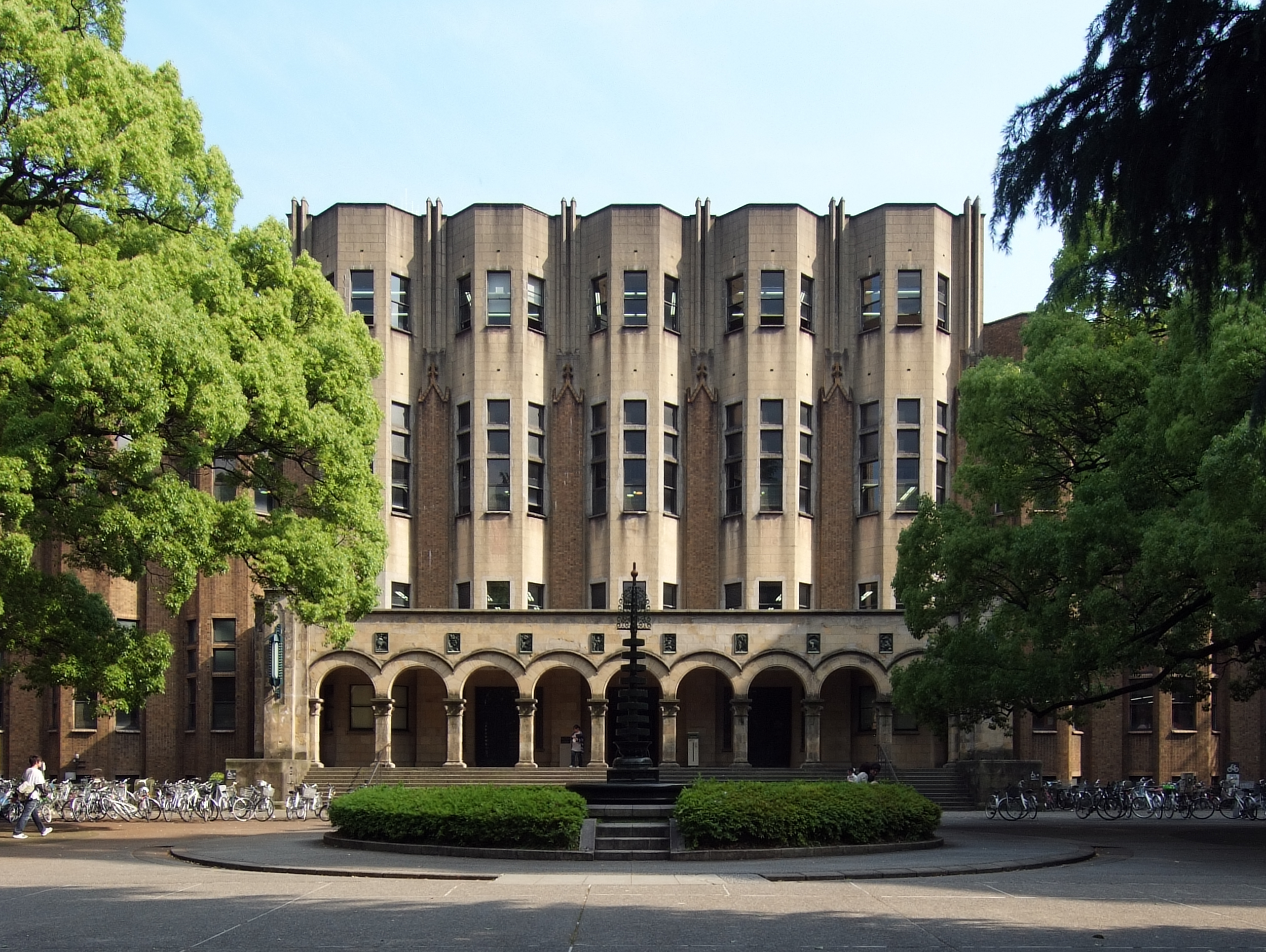
المكتبة العامة

```
مكتبة جامعة طوكيو
 تقع في 
طوكيو
 
باليابان
 وهي تعتبر 
مكتبة عامة
، حيث 
تحتوي مكتبة جامعة طوكيو
 على أكبر مجموعة من الكتب في 
اليابان
، حيث تضم أكثر من 8,000,000 
كتاب
.
```

## الفروع

### المكتبة العامة

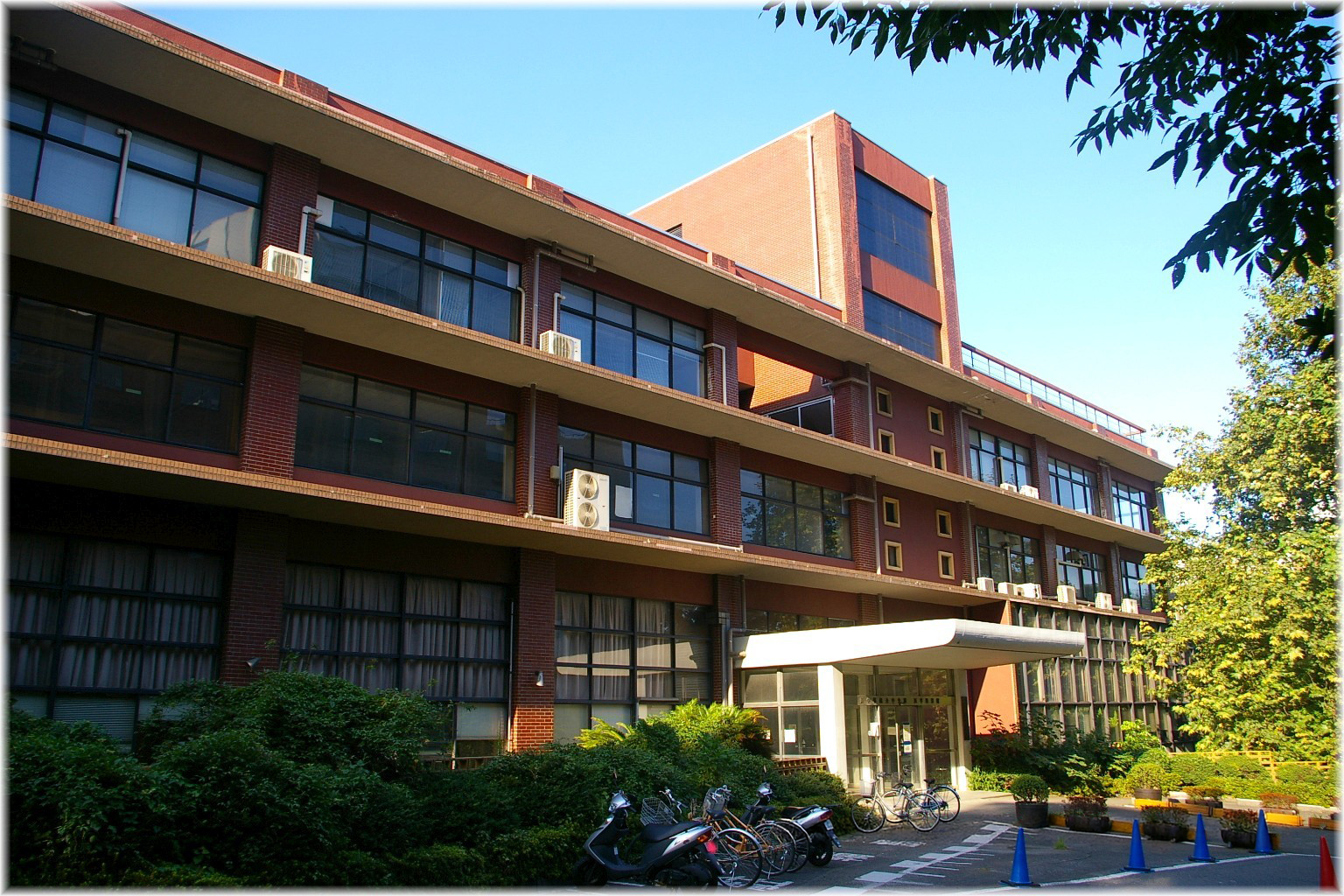
المكتبة الطبية

وتقدم المكتبة العامة الخدمة لجميع الباحثين والطلاب في (جامعة طوكيو) UTokyo ، إلى جانب الدعم الإداري للمكتبات الفرعية الأخرى. وتضم المكتبة ما يقرب من 1,090,000 كتاب. وللمكتبة تاريخ يمتد لما يقرب من 130 عامًا منذ افتتاحها عام 1878.
المكتبة العامة مفتوحة لأعضاء هيئة التدريس وطلاب الدراسات العليا وطلاب البكالوريوس والمراجعين والموظفين وغيرهم ممن وافق عليهم المدير. ويُسمح أيضًا لأعضاء هيئة التدريس والموظفين والخريجين السابقين باستخدامه.
وتوفر خدمة ILL الوصول إلى مقتنيات المكتبة العامة من خلال الإعارة بين المكتبات. خدمة الإعارة متاحة للمكتبات الجامعية في اليابان.

### مكتبة كومابا
وتدعم مكتبة Komaba بشكل أساسي دراسات أول عامين من التعليم الجامعي.
وكما يمكن لأعضاء هيئة التدريس وطلاب الدراسات العليا وطلاب البكالوريوس والمراجعين وممن طلبوا الاستخدام من خارج الجامعة وممن وافق عليهم المدير استخدام مكتبة Komaba

### مكتبة كاشيوا
وكما تم افتتاح مكتبة Kashiwa في عام 2004، وهي مكتبة مخصصة للعلوم الطبيعية. كما يمكن البحث في جميع الكتب الموجودة في مكتبة كاشيوا على الأوباك.
ويمكن لأعضاء هيئة التدريس وطلاب الدراسات العليا وطلاب البكالوريوس والمراجعين وغيرهم وممن وافق عليهم المدير استخدام مكتبة كاشيوا.

## المجموعات الرئيسية
وتضم مكتبة UTokyo العديد من المجموعات. وبعض هذه المجموعات قابلة للبحث من خلال الأوباك، على الرغم من أن معظمها متاح فقط في فهرس البطاقات.
- مجموعة أكيبا: جامع العينة: أكيبا، يوشيمي (1896–1952). المحتوى: Shibai Banzuke (قائمة العنوان وطاقم الكابوكي المعروضة على المسرح) خلال عصور إمبو- ميجي. 16,831 مجلدا.
- مجموعة كاتي: جامع: واتانابي، كاتي (1864-1926) المحتوى: روايات يابانية في فترة إيدو. 1,851 مجلدًا.
- مجموعة Nanki: جامع: Tokugawa ، Yorimichi (1872-1925) المحتوى: مجموعة Tokugawa ، اللورد الإقطاعي لمقاطعة Kii (بما في ذلك Yoshunro-bon و Sakata-bon و Gakkai-bon). 96000 مجلد.
- مجموعة Ogai: جامع العينة: Mori، Ogai (1862–1922). المحتوى: كتب السيرة الذاتية أو التاريخية، بوكان (دليل دايميو وهاتاموتو)، خرائط قديمة في فترة إيدو، أدب أوروبي. 18700 مجلد.
- مجموعة Seishu: جامع العينة: Watanabe، Makoto (1840-1911). المحتوى: الكلاسيكيات الصينية والأدب الياباني. 25000 مجلد.
- مادة جمعية السياسة الوطنية: جامع: مينوبي، يوجي (1900-1953). المحتوى: مؤلفات عن السياسة والسياسة الاقتصادية خلال الحرب العالمية الثانية. 6,624 مجلدا.

## خدمة ILL للأعضاء من خارج الجامعة
وخدمة الإعارة بين المكتبات والتوصيل بين المكتبات في الحرم الجامعي متاحة للباحثين كمعلمين وخريجين (تم استبعاد بعض المكتبات).

## الموارد على الإنترنت

### كتالوجات على الإنترنت
- OPAC (كتالوج الوصول العام عبر الإنترنت) / الأوباك متعدد اللغات
- قاعدة بيانات محتويات الكتاب

وتتيح لك قاعدة بيانات محتويات الكتب البحث عن الكتب المحفوظة في مكتبات جامعة طوكيو من خلال الاطلاع على جداول المحتويات. يمنحك هذا الوصول إلى المحتوى الفعلي للكتب، والذي لم يكن متاحًا في السابق من خلال نظام الأوباك التقليدي. يمكن البحث في ما يقرب من 229,820 مجلدًا (اليابانية: 164,319 الإنجليزية: 65,501، اعتبارًا من 2004.11) من الكتب / المواد التي تحتفظ بها جامعة طوكيو.
- قاعدة بيانات أطروحة الدكتوراه

وتظم قاعدة بيانات الببليوجرافيات وملخصات الأطروحات / الأطروحات التي تم منحها من قبل جامعة طوكيو. تتضمن قاعدة البيانات ببليوغرافيات من عام 1957، وملخصات بعد عام 1994. كما يتم عرض دليل لمواقع الأطروحات.
- قاعدة بيانات الصحف المتاحة في جامعة طوكيو

ابحث عن الصحف الموجودة في مكتبات جامعة طوكيو.

### الفهارس الإلكترونية لمكتبة الكلية / المؤسسة

#### مكتبة عامة
- قائمة الأشكال المصغرة الموجودة في المكتبة العامة
- قاعدة بيانات كتالوج بطاقات تريبيتاكا التبتية
- كتالوج الكتب الصينية الكلاسيكية (حوالي 10000 سجل)
- معهد الثقافة الشرقية
- كتالوج الكتب الصينية الكلاسيكية في اللجنة الأولمبية الدولية (قبل عام 2001)
- المكتبة الرقمية للكتب الصينية الكلاسيكية
- معهد التأريخ
- - فهرس الوثائق التاريخية للمعهد التاريخي (وثائق تاريخية غير الكتب)

## روابط خارجية
- موقع مكتبة جامعة طوكيو (ياباني)
- موقع مكتبة جامعة طوكيو (إنجليزي)
- كتالوج الوصول العام عبر الإنترنت (الأوباك، اليابانية)
- كتالوج الوصول العام عبر الإنترنت (الأوباك، الإنجليزية)